# Правохеттинский
 Правохеттинский — посёлок в Надымском районе Ямало-Ненецкого автономного округа России.

## География
Расположен в северной части округа, в 45 км к юго-востоку от Надыма, на правом берегу реки Правой Хетты.

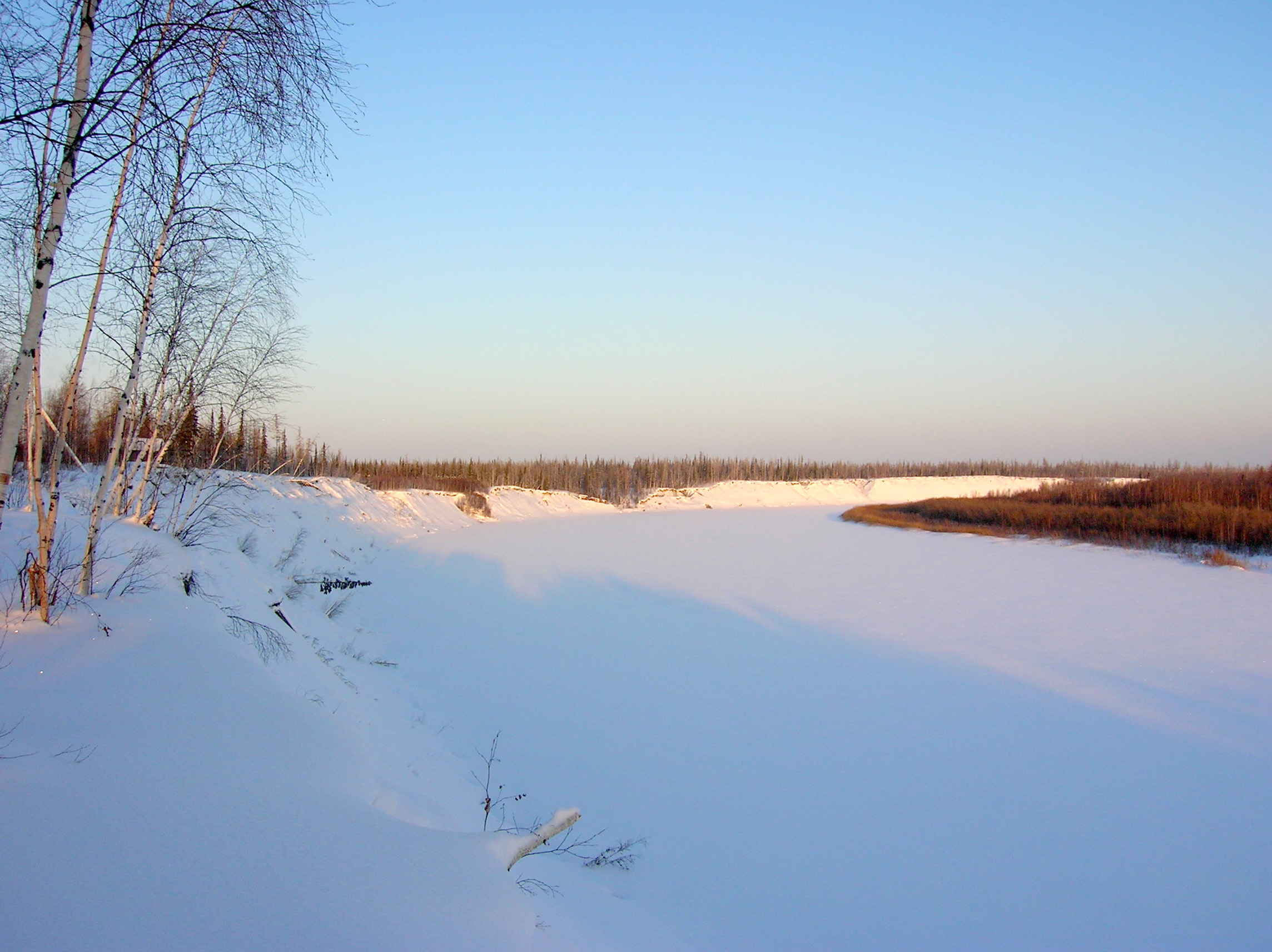
Река Правая Хетта в Правохеттинском

## История
На ненецком языке «хетто» означает реку, вытекающая из глубокого озера. Название Правохеттинский придумали первопроходцы: строители и газовики, приехавшие возводить в 1982 году компрессорную станцию № 3 на 198 километре газопровода Уренгой — Ужгород и жилой посёлок, который расположился на правом берегу реки Правой Хетты.
Указом Президиума Верховного Совета РСФСР от 5 ноября 1984 года № 1565 населённому пункту Надымского района Ямало-Ненецкого автономного округа присвоено наименование посёлок Правохеттинский. Решением исполнительного комитета Тюменского областного совета народных депутатов от 19 ноября 1984 года № 363 образован Правохеттинский сельсовет. Законом автономного округа № 43 от 9 декабря 1996 года «Об административно-территориальном устройстве Ямало-Ненецкого автономного округа» в перечень сельсоветов, расположенных на территории Ямало-Ненецкого автономного округа включён Правохеттинский сельсовет с центром в посёлке Правохеттинском.
С 2005 до 2020 гг. образовывал сельское поселение посёлок Правохеттинский, упразднённое в связи с преобразованием муниципального района в муниципальный округ.

## Население
| 1989  | 2002  | 2010  | 2011  | 2012  | 2013  | 2014  |
| ----- | ----- | ----- | ----- | ----- | ----- | ----- |
| 1729  | ↘1515 | ↘1325 | ↗1329 | ↗1368 | ↘1294 | ↘1198 |
| 2015  | 2016  | 2017  | 2018  | 2019  | 2021  |       |
| ↗1221 | ↘1164 | ↗1192 | ↘1182 | ↘1167 | ↗1199 |       |

## Инфраструктура
По территории поселка проходит железная дорога Надым-Пристань — Коротчаево (действующий участок Трансполярной магистрали). Исключительно грузовые перевозки.

## Экономика
Транспортировка газа Правохеттинским линейно-производственным управлением ООО «Газпром трансгаз Югорск».